# Stephen Hunter
Stephen John Hunter (n. Wellington; 28 de octubre de 1968) es un actor de cine y televisión y doblador neozelandés, que trabaja de manera ordinaria en Sídney (Australia). Ha sido seleccionado por el equipo de Peter Jackson para representar al enano Bombur en su trilogía basada en El hobbit.

## Filmografía

### Cine
| Año  | Película                                     | Papel  | Notas |
| ---- | -------------------------------------------- | ------ | ----- |
| 1995 | Ladies Night                                 | Graeme |       |
| 2012 | El hobbit: un viaje inesperado               | Bombur |       |
| 2013 | El hobbit: la desolación de Smaug            | Bombur |       |
| 2014 | El hobbit: la batalla de los Cinco Ejércitos | Bombur |       |

### Televisión
| Año  | Serie                    | Papel                                | Notas |
| ---- | ------------------------ | ------------------------------------ | --- |
| 2002 | Street Legal             | Stan                                 | En el episodio «Charter». |
| 2003 | Mercy Peak               | Farmer                               | En el episodio «Fork in the Road». |
| 2006 | Love My Way              | Sharpie                              | En los episodios «Tower of Love», «Five Minutes of Fame», «One Big Happy», «Amphibians» y «Crossing the Line».                                       |
| 2008 | All Saints               | Scott Griffith Det. Sgt. James Kader | En los episodios «Room for Improvement», «Stepping Up» y «Beginnings».                                                                               |
| 2009 | CJ the DJ                | Si                                   | (voz) |
| 2010 | Review with Myles Barlow | Kyle Sandilands                      | En los episodios «Killing Kyle Sandilands», «Fear», «Racism», «Abbey Road Re-Enactments», «Meeting Your Doppleganger» y «Selling Alcohol to Minors». |
| 2010 | Spirited                 | Larry                                | En el episodio «I Remember Nothing». |